# Calymmochilus atratus
Calymmochilus atratus (лат.) — вид мелких паразитических наездников-эвпельмид (Eupelmidae) рода Calymmochilus.

## Распространение
Южная и Центральная Европа.

## Описание
Мелкие наездники (около 2 мм). Макроптерные формы. Мезосома и голова однотонные, темно-коричневые со слабым металлическим блеском; брюшко в основном коричневое, за исключением частично белого или прозрачного тергита Gt1. Ноги и скапус от коричнево-жёлтых до различных затемнённых, но, по крайней мере, следующих коричневых: мезо- и метакоксы, передних бёдер на задней поверхности и задних бёдер на передней поверхности, скапус базально и апикально на дорсальной и внешней поверхностях. Голова не заметно видоизменена, выпуклая, с нижней параскробальной областью, плавно переходящей в щеку. Наличник выпуклый, зазубренный на вершине. Скробальное вдавление глубокое, с покатыми, некилевидными сторонами, гладкое и блестящее, за исключением поверхностно скульптурированных гребешков, сетчатое по внешнему краю. Лобно-верхний слой между глазковым треугольником и скробальным вдавлением сетчатый. Мезоскутум практически до заднего края сетчатый. Мезоскутеллюм и паксиллы дифференцированы и отчетливы, щиток слегка выпуклый. 
Клипеус снизу выступающий в виде треугольной лопасти, с пильчатым краем. Скутум длинный и узкий, скутеллюм продольно вогнутый. Вид был впервые описан в 1919 году из Южной Европы.